# Pan American Cup 2004
Der Pan American Cup im Hockey wurde im Jahr 2004 zum zweiten Mal ausgetragen und fand mit 11 bzw. 9 Mannschaften statt. Der Turniersieger Argentinien qualifizierte sich direkt für die Weltmeisterschaft 2006.

## Männer
Das Männerturnier fand vom 12. bis 23. März 2004 in London, Kanada statt. Argentinien gewann das Turnier mit 2:1 gegen Kanada, das zum zweiten Mal in Folge im Finale scheiterte.

### Teilnehmer
- Argentinien
- Brasilien
- Chile
- Kanada
- Kuba (zog zurück)
- Mexiko
- Niederländische Antillen
- Puerto Rico
- Trinidad & Tobago
- Uruguay
- USA
- Venezuela

### Vorrunde

#### Gruppe A
| Tabelle Gruppe A | Tabelle Gruppe A   | Tabelle Gruppe A | Tabelle Gruppe A | Tabelle Gruppe A | Tabelle Gruppe A | Tabelle Gruppe A | Tabelle Gruppe A |
| Platz            | Team               | Sp.              | S                | U                | N                | Tore             | Pkt.             |
| ---------------- | ------------------ | ---------------- | ---------------- | ---------------- | ---------------- | ---------------- | ---------------- |
| 1                | Argentinien        | 5                | 5                | 0                | 0                | 58:1             | 15               |
| 2                | Chile              | 5                | 4                | 0                | 1                | 30:5             | 12               |
| 3                | Vereinigte Staaten | 5                | 3                | 0                | 2                | 31:10            | 9                |
| 4                | Puerto Rico        | 5                | 1                | 1                | 3                | 6:39             | 4                |
| 5                | Brasilien          | 5                | 1                | 1                | 3                | 5:42             | 4                |
| 6                | Venezuela          | 5                | 0                | 0                | 5                | 5:38             | 0                |

| Argentinien        | Venezuela          | 16:0 |
| Chile              | Puerto Rico        | 10:0 |
| Vereinigte Staaten | Brasilien          | 10:1 |
| Venezuela          | Chile              | 1:6  |
| Puerto Rico        | Vereinigte Staaten | 1:11 |
| Argentinien        | Brasilien          | 20:0 |
| Argentinien        | Chile              | 2:0  |
| Vereinigte Staaten | Venezuela          | 8:0  |
| Puerto Rico        | Brasilien          | 0:0  |
| Argentinien        | Vereinigte Staaten | 6:1  |
| Brasilien          | Chile              | 1:12 |
| Venezuela          | Puerto Rico        | 4:5  |
| Chile              | Vereinigte Staaten | 2:1  |
| Brasilien          | Venezuela          | 3:0  |
| Argentinien        | Puerto Rico        | 14:0 |

#### Gruppe B
| Tabelle Gruppe B | Tabelle Gruppe B         | Tabelle Gruppe B | Tabelle Gruppe B | Tabelle Gruppe B | Tabelle Gruppe B | Tabelle Gruppe B | Tabelle Gruppe B |
| Platz            | Team                     | Sp.              | S                | U                | N                | Tore             | Pkt.             |
| ---------------- | ------------------------ | ---------------- | ---------------- | ---------------- | ---------------- | ---------------- | ---------------- |
| 1                | Kanada                   | 4                | 4                | 0                | 0                | 24:1             | 12               |
| 2                | Trinidad und Tobago      | 4                | 3                | 0                | 1                | 18:7             | 9                |
| 3                | Niederländische Antillen | 4                | 2                | 0                | 2                | 8:12             | 6                |
| 4                | Mexiko                   | 4                | 1                | 0                | 3                | 7:13             | 3                |
| 5                | Uruguay                  | 4                | 0                | 0                | 4                | 1:25             | 0                |

| Kanada                   | Trinidad und Tobago      | 3:0 |
| Niederländische Antillen | Mexiko                   | 2:0 |
| Uruguay                  | Mexiko                   | 0:5 |
| Kanada                   | Niederländische Antillen | 8:1 |
| Uruguay                  | Niederländische Antillen | 0:4 |
| Trinidad und Tobago      | Mexiko                   | 5:2 |
| Trinidad und Tobago      | Uruguay                  | 9:1 |
| Kanada                   | Mexiko                   | 6:0 |
| Trinidad und Tobago      | Niederländische Antillen | 4:1 |
| Kanada                   | Uruguay                  | 7:0 |

### Finalrunde
Spiel um die Plätze 9–11
| Venezuela | Uruguay | 1:1, 2:3 n. 9-Metern |

Spiel um die Plätze 9
| Brasilien | Uruguay | 1:1, 2:4 n. 9-Metern |

Spiele um die Plätze 5–8
| Vereinigte Staaten | Mexiko                   | 0:2 |
| Puerto Rico        | Niederländische Antillen | 2:5 |

Spiel um Platz 7
| Vereinigte Staaten | Puerto Rico | 11:0 |

Spiel um Platz 5
| Niederländische Antillen | Mexiko | 2:0 |

Halbfinale
| Argentinien | Trinidad und Tobago | 8:1 |
| Kanada      | Chile               | 2:1 |

Spiel um Platz 3
| Chile | Trinidad und Tobago | 2:1 |

Finale
| Argentinien | Kanada | 2:1 |

### Resultat
| Platz | Land                     |
| ----- | ------------------------ |
| 1     | Argentinien              |
| 2     | Kanada                   |
| 3     | Chile                    |
| 4     | Trinidad und Tobago      |
| 5     | Niederländische Antillen |
| 6     | Mexiko                   |
| 7     | Vereinigte Staaten       |
| 8     | Puerto Rico              |
| 9     | Uruguay                  |
| 10    | Brasilien                |
| 11    | Venezuela                |

## Frauen
Das Frauenturnier fand vom 21. bis 28. April 2004 in Bridgetown, Barbados statt. Das Finale von 2001 erhielt eine Zweitauflage: Argentinien gewann erneut gegen die USA mit 3:0.

### Teilnehmer
- Argentinien
- Barbados
- Chile
- Jamaika
- Kanada
- Niederländische Antillen
- Trinidad & Tobago
- Uruguay
- USA

### Vorrunde

#### Gruppe A
| Tabelle Gruppe A | Tabelle Gruppe A         | Tabelle Gruppe A | Tabelle Gruppe A | Tabelle Gruppe A | Tabelle Gruppe A | Tabelle Gruppe A | Tabelle Gruppe A |
| Platz            | Team                     | Sp.              | S                | U                | N                | Tore             | Pkt.             |
| ---------------- | ------------------------ | ---------------- | ---------------- | ---------------- | ---------------- | ---------------- | ---------------- |
| 1                | Argentinien              | 3                | 3                | 0                | 0                | 31:1             | 9                |
| 2                | Kanada                   | 3                | 2                | 0                | 1                | 11:4             | 6                |
| 3                | Chile                    | 3                | 1                | 0                | 2                | 6:13             | 3                |
| 4                | Niederländische Antillen | 3                | 0                | 0                | 3                | 0:30             | 0                |

| Chile       | Niederländische Antillen | 1:7  |
| Argentinien | Kanada                   | 4:1  |
| Kanada      | Niederländische Antillen | 8:0  |
| Chile       | Argentinien              | 0:11 |
| Chile       | Kanada                   | 0:2  |
| Argentinien | Niederländische Antillen | 16:0 |

#### Gruppe B
| Tabelle Gruppe A | Tabelle Gruppe A    | Tabelle Gruppe A | Tabelle Gruppe A | Tabelle Gruppe A | Tabelle Gruppe A | Tabelle Gruppe A | Tabelle Gruppe A |
| Platz            | Team                | Sp.              | S                | U                | N                | Tore             | Pkt.             |
| ---------------- | ------------------- | ---------------- | ---------------- | ---------------- | ---------------- | ---------------- | ---------------- |
| 1                | Vereinigte Staaten  | 3                | 3                | 0                | 0                | 18:1             | 9                |
| 2                | Uruguay             | 3                | 2                | 0                | 1                | 6:3              | 6                |
| 3                | Barbados            | 3                | 0                | 1                | 2                | 4:14             | 1                |
| 4                | Trinidad und Tobago | 3                | 0                | 1                | 2                | 2:12             | 1                |

| Vereinigte Staaten  | Trinidad und Tobago | 9:0 |
| Barbados            | Uruguay             | 1:5 |
| Uruguay             | Trinidad und Tobago | 1:0 |
| Vereinigte Staaten  | Barbados            | 2:0 |
| Uruguay             | Vereinigte Staaten  | 0:2 |
| Trinidad und Tobago | Barbados            | 2:2 |

### Finalrunde
Spiele um die Plätze 5–8
| Chile    | Trinidad und Tobago      | 4:2 |
| Barbados | Niederländische Antillen | 3:0 |

Spiel um Platz 7
| Niederländische Antillen | Trinidad und Tobago | 3:1 |

Spiel um Platz 5
| Chile | Barbados | 5:2 |

Halbfinale
| Argentinien | Uruguay            | 11:0 |
| Kanada      | Vereinigte Staaten | 3:4  |

Spiel um Platz 3
| Kanada | Uruguay | 5:0 |

Finale
| Argentinien | Vereinigte Staaten | 3:0 |

### Resultat
| Platz | Land                     |
| ----- | ------------------------ |
| 1     | Argentinien              |
| 2     | Vereinigte Staaten       |
| 3     | Kanada                   |
| 4     | Uruguay                  |
| 5     | Chile                    |
| 6     | Barbados                 |
| 7     | Niederländische Antillen |
| 8     | Trinidad und Tobago      |